# Papocezaryzm
Papocezaryzm – doktryna polityczna głosząca zwierzchnictwo papieża nad cesarzem i innymi władcami świeckimi. W 1075 papież Grzegorz VII sporządził notatkę „Dictatus Papae”. Dokument ten wyrażał przekonanie, że to papież, nie cesarz, jest zwierzchnikiem świata chrześcijańskiego. Próba wcielenia w życie tych postulatów doprowadziła do sporu o inwestyturę.